# Juan de Esquivel
Juan de Esquivel (Sevilla, Reino de Sevilla, Corona de Castilla, ca. 1470 – Isla de Santiago, Virreinato colombino, después de 1514) fue un militar y explorador castellano que conquistó para la Corona en 1503 el territorio oriental de la isla La Española, en donde fundó la villa de Salvaleón de Higüey, y la isla de Jamaica en 1509 y por lo cual fue asignado como su primer teniente de gobernador desde 1510 hasta 1513, en representación del virrey de Indias.

## Biografía

### Primeros años
Juan de Esquivel había nacido hacia 1470 en la ciudad de Sevilla, capital del reino homónimo que era uno de los tres cristianos de Andalucía y que a su vez formaba parte de la Corona castellana.

### Viaje a las Indias con Colón
Acompañó al almirante Cristóbal Colón en su segundo viaje a América en 1493 y participó en la conquista y colonización de la isla La Española, en donde permaneció durante largo tiempo.
El gobernador general Nicolás de Ovando, le encargó en 1503 sofocar una rebelión en el territorio de Higüey, bajo dominio del cacique taíno Cotubanamá, quien se había rebelado por el asesinato cometido por los españoles de uno los caciques de la isla Saona.
Sofocado el levantamiento después de duros combates entre españoles y nativos taínos, se llegó a una tregua entre el cacique Cotubanamá y el capitán del ejército español, Juan de Esquivel.

### Fundación de Higüey
Al año siguiente se reinició la rebelión y Esquivel volvió a actuar como jefe de las tropas españolas. Arrasó por completo con la población de la región matando y tomando prisioneros a miles de taínos.
Entre los prisioneros estaba el cacique Cotubanamá quien fue llevado a la ciudad de Santo Domingo, en donde fuera ahorcado. Pacificada la región en 1505, Esquivel fundó una fortaleza y la villa de Salvaleón de Higüey en 1506.

### Teniente de gobernador de Jamaica
En 1509 Diego Colón, gobernador general del Virreinato de Indias e hijo del almirante, le encomendó la conquista y colonización de la isla de Jamaica. Después de largas luchas logró someter a los nativos e inició el poblamiento de la isla.
En el mismo año fundó las villas españolas de Sevilla la Nueva —que se despoblaría en 1534 y se repoblaría después de 1655 como el puerto pesquero inglés de Saint Ann's Bay— y la de Melilla —entre las actuales localidades jamaiquinas de Port Maria y Port Antonio— ubicadas ambas en la costa septentrional de la isla.
En su gestión de gobierno, Esquivel trasladó colonos españoles a Jamaica, promovió una leve evangelización, repartió encomiendas y desarrolló los cultivos insulares.
En el año 1510 fue nombrado teniente de gobernador de Jamaica, como una dependencia directa del Virreinato colombino. Los excesos cometidos durante la conquista de Jamaica le valieron un juicio de residencia por parte de la Corona castellana y fue remplazado por Francisco de Garay en 1513.

### Fallecimiento
Finalmente, el conquistador Juan de Esquivel falleció en alguna parte de Jamaica después del año 1514.

## Origen del nombre del río Esequibo
Juan de Esquivel prestó su nombre para bautizar el actual río Esequibo. Aunque cuando Alonso de Ojeda realizó las primeras exploraciones por el estuario de la desembocadura del Orinoco en 1499, se asume que navegó por primera vez aquel río, al que llamó río Dulce, y posteriormente tomó el nombre de Esquivel.